# Pasac
Pásac, o Comunidad Campesina de Pásac, es un centro poblado que cuenta con una extensión aproximada de 3,000 hectáreas. Se ubica en el distrito de Atavillos Alto, Provincia de Huaral, en el Departamento de Lima, en Perú. Está situado en la ribera izquierda del río Chancay, a una altura media de 2,980 metros sobre el nivel del mar.
Su principal actividad económica es la agricultura (principalmente la producción primaria de hortalizas, cereales, tubérculos y frutas), así como a la ganadería lanar y vacuna. De manera reciente, el turismo cobra relevancia en el caserío, pues entre los pobladores locales y sus crecientes visitantes brinda actualmente una mayor difusión a hermosas atracciones naturales paisajistas como Cajapampa, Aguspampa, ruinas de Puchune, Huashpa, Riguan, Pallalli, entre otros, así como a la presencia de restos arqueológicos antiguos.

## Fiestas
Tradicionalmente, la Comunidad Campesina de Pásac tiene como patrona a la Virgen de la Inmaculada Concepción, en cuyo honor se celebra una fiesta patronal entre el 6 al 11 de diciembre de cada año, siendo el 8 de diciembre su día central. Esta festividad se desarrolla con diversas actividades, que van desde amaneceres amenizados por bandas y orquestas vernaculares en el alba hasta la realización de corridas de toros, con toros de capea y de muerte de su propia ganadería.
Asimismo, también se lleva a cabo el "Festival del Rey Choclo", realizado entre el 28 y 29 de julio de cada año, donde se realiza la promoción y venta de comidas típicas de la zona, gastronomía peruana tradicional y contemporánea, así como deportes de competencia entre las localidades aledañas y la promoción de y utilización de recursos producidos en el centro poblado, como truchas, porcinos, ganado vacuno, maíz, hortalizas y tubérculos. Como apertura y cierre del festival, se realizan conciertos de reconocidos artistas vernaculares.